# Eros e Dioniso
L'Eros e Dioniso è un affresco proveniente da villa Arianna, rinvenuto durante gli scavi archeologici dell'antica Stabia e conservato al Museo archeologico di Stabia Libero D'Orsi.

## Storia e descrizione
L'affresco risale alla seconda metà del I secolo, in piena età neroniana ed era collocato in un ambiente non ancora identificato di Villa Arianna: fu quindi rinvenuto durante gli scavi archeologici eseguiti da Libero D'Orsi a partire dal 1950 sotto forma di frammenti: l'opera faceva infatti parte di una grossa decorazione pittorica andata perduta; ricomposto, è stato conservato all'Antiquarium stabiano. Nel 2020 venne spostato nel Museo archeologico di Stabia Libero D'Orsi.
Nella scena è raffigurato un amorino di profilo, interpretato come Eros, che regge il braccio di uomo dormiente, probabilmente Dioniso, nella cui mano tiene un kantharos ed è vestito con una veste rossa: di quest'ultima figura rimangono solo poche tracce. Eros invece, che nel quadretto doveva avere una funzione secondaria, è rappresentato con le classiche influenze dell'epoca alessandrina ossia di un putto alato, con capigliatura ondulata, tratti del viso ben definito e paffuto, così come tutto il personaggio ed ottimo uso dell'ombreggiatura, visibile soprattutto sulla mano. Nella parte inferiore dell'affresco si scorge una cornice disegnata con listelli e fascia con ovali allungati.